# Črnilovec
Črnilovec is een plaats in de gemeente Jastrebarsko in de Kroatische provincie Zagreb. De plaats telt 137 inwoners (2001).